# Wotapuri-Katarqalai
Wotapuri-Katarqalai, ime koje je  'Joshua project'  dao malenom bezimenom kohistanskom narodu nastanjenom u Nuristanu u sjevernom Afganistanu u selima Wotapuri i Katarqalai. Populacija im po  'UN Country Population; 2008'  iznosi svega 2,400; 2,000 (1994, SIL). Jezično pripadaju dardskoj podskupini indoarijskih jezika. Po vjeri su sunitski muslimani.

## Vanjske poveznice
- Wotapuri-Katarqalai of Afghanistan
- Etnopedia